# 北海道士別高等学校
北海道士別高等学校（ほっかいどう しべつこうとうがっこう）は、かつて北海道士別市南士別町にあった道立高等学校。1941年に高等女学校として開校し、後に道立高校となった。しかし少子化で生徒が減少し、閉校になった。

## 沿革
1941年に士別実科高等女学校として開校、1948年に道立に移管され、北海道立士別高等学校となった。
しかし少子化の影響で道教委は公立高校適正配置計画に定員削減を盛り込み、1995年には一学級が減らされた。市の検討委員会は2001年には市内3高の現状維持が適当としたものの、2004年には「士別高校と士別商業高校は維持困難なら再編が望ましい」と結論を出した。結局この2校は統合されることになり、士別高校は2008年3月31日をもって閉校となった。
2011年4月、道は道内の公共建築物の耐震化状況を発表、士別高校の校舎は解体予定とされた。しかし解体工事の入札で最低価格が漏れた懸念があり、入札が延期された。
- 1941年（昭和16年） - 北海道士別実科高等女学校として開校
- 1943年（昭和18年） - 北海道士別高等女学校と改称
- 1948年（昭和23年） - 道立移管、北海道立士別高等学校と改称、男女共学化、上士別分校を開設
- 1950年（昭和25年） - 北海道士別高等学校と改称
- 1951年（昭和26年） - 剣淵分校を開設
- 1952年（昭和27年） - 上士別分校および剣淵分校がそれぞれ「名称不明」（後の士別東高）・北海道剣淵高等学校として分離独立
- 1976年（昭和51年） - 新校舎落成
- 2007年（平成19年） - 北海道士別商業高校と統合（統合校名は「北海道士別翔雲高等学校」）
- 2008年（平成20年） - 閉校

## 部活動

### 外局
- 放送局
- 新聞局
- 吹奏楽局
- 図書局
- ボランティア同好会

大東文化大学主催、文部省・朝日新聞社後援の「９０全国高校新聞コンクール」にて、『士別高校新聞』第136号が文部大臣賞を受賞している。

### 文化系
- 演劇部
- 茶道部
- 美術部

### 体育系
- 卓球部
- 柔道部
- 野球部
- 陸上部
- テニス部
- バレーボール部（男女）
- レスリング部
- バスケットボール部（男女）
- サッカー部
- バドミントン部
- スキー部
- 弓道部
- ウェイトリフティング部

## 著名な出身者
- 岡田純一（早稲田大学スポーツ科学学術院教授、早稲田大学ウエイトリフティング部監督）[11]
- 北村浩史（道北日報社長）
- 佐々木隆博（衆議院議員、立憲民主党副代表）[12]
- 関稔（仏教学者）
- 高橋しん（漫画家）[13]
- 畠山みどり（演歌歌手）[14]
- 輪島功一（プロボクサー、元WBA・WBCスーパーウェルター級世界チャンピオン）[15]
- 渡辺英次（第3代士別市長、元士別市議会議員）[16]
- 渡辺長武（1964年東京オリンピックレスリング・フリー〈フェザー級〉金メダリスト）[17]

### 周辺
- ふどう公園
  - 士別市陸上競技場
  - しべつ霊園
- 北海道道536号剣淵原野士別線
- 道北バス「運動公園前」停留所